# Chiến dịch tranh cử tổng thống năm 2024 của Kamala Harris
Kamala Harris, phó tổng thống thứ 49 và đương nhiệm của Hoa Kỳ, đã công bố chiến dịch tranh cử tổng thống năm 2024 của bà vào ngày 21 tháng 7 năm 2024, sau khi Tổng thống Joe Biden rút lui khỏi chiến dịch tái tranh cử và ủng hộ bà vào đầu ngày hôm đó. Harris trở thành người được đề cử chính thức vào ngày 5 tháng 8 và chọn thống đốc Minnesota Tim Walz làm bạn đồng hành tranh cử của bà vào ngày hôm sau.
Harris, một thành viên của Đảng Dân chủ, đã trở nên nổi tiếng toàn quốc vào năm 2016 trong chiến dịch tranh cử Thượng viện Hoa Kỳ. Bà trở nên nổi tiếng hơn khi tìm kiếm sự đề cử của đảng cho cuộc bầu cử tổng thống năm 2020 nhưng đã rút lui khỏi cuộc đua vào năm 2019. Bà đã ủng hộ Joe Biden và được chọn làm bạn đồng hành cùng ông vào năm 2020. Sau khi Biden và Harris giành chiến thắng trong cuộc tổng tuyển cử, bà đã trở thành nữ phó tổng thống đầu tiên của Hoa Kỳ sau khi nhậm chức vào năm 2021.
Harris ủng hộ một nền tảng trong nước tương tự như Biden, ủng hộ các biện pháp bảo vệ phá thai quốc gia, quyền LGBT+ và luật pháp để giải quyết vấn đề biến đổi khí hậu. Bà cũng ủng hộ công lý môi trường và cải cách hệ thống nhập cư. Về chính sách đối ngoại, bà cũng phản đối Trung Quốc và cuộc xâm lược Ukraine của Nga giống như Biden, nhưng lại thông cảm hơn Biden với người Palestine trong cuộc chiến tranh Israel–Hamas. Tuy nhiên, bà chưa ra tín hiệu rõ ràng về sự thay đổi chính sách đối với Gaza.
Harris là người phụ nữ da màu đầu tiên được một đảng chính trị lớn đề cử làm tổng thống; sau Hillary Clinton năm 2016, bà là ứng cử viên nữ thứ hai của đảng lớn. Bằng cách đảm bảo đề cử chính thức của Đảng Dân chủ 15 ngày sau khi công bố chiến dịch của mình, chiến dịch tranh cử của Harris cho đề cử của Đảng Dân chủ là chiến dịch thành công ngắn nhất cho đề cử tổng thống của cả hai đảng lớn trong lịch sử hiện đại của Hoa Kỳ. Nếu được bầu làm tổng thống, bà sẽ trở thành nữ tổng thống đầu tiên và là người Mỹ gốc Á đầu tiên của Hoa Kỳ; sau Herbert Hoover, Richard Nixon và Ronald Reagan, bà cũng sẽ trở thành tổng thống thứ tư từ California; hơn nữa, bà là ứng cử viên tổng thống và phó tổng thống đầu tiên của đảng Dân chủ đến từ bất kỳ tiểu bang miền Tây nào. Bà cũng sẽ trở thành phó tổng thống đương nhiệm thứ năm được bầu làm tổng thống, sau John Adams, Thomas Jefferson, Martin Van Buren và George H. W. Bush. Công bố chiến dịch của mình 107 ngày trước Ngày bầu cử, chiến dịch của Harris sẽ trở thành chiến dịch có thời gian chạy ngắn nhất của cả hai đảng lớn giành chiến thắng trong cuộc bầu cử tổng thống trong lịch sử hiện đại của Hoa Kỳ, cũng như là tổng thống Dân chủ đầu tiên của California. Sau Hubert Humphrey và Walter Mondale, Walz sẽ trở thành phó tổng thống thứ ba từ Minnesota. Walz là người đầu tiên không phải thượng nghị sĩ (hiện tại hoặc trước đây) được chọn làm ứng cử viên phó tổng thống của một ứng cử viên Đảng Dân chủ kể từ Geraldine Ferraro, người là ứng cử viên phó tổng thống của Walter Mondale trong chiến dịch tranh cử tổng thống không thành công của họ vào năm 1984. Walz sẽ là người đầu tiên không phải là thượng nghị sĩ của Đảng Dân chủ được bầu làm Phó Tổng thống kể từ Henry A. Wallace, người là bạn đồng hành của Franklin D. Roosevelt trong chiến dịch tranh cử tổng thống thành công của họ vào năm 1940.
Vào ngày 22 tháng 7, Harris đã bảo đảm đủ sự ủng hộ của đại biểu để trở thành ứng cử viên tổng thống của Đảng Dân chủ; và chính thức trở thành ứng cử viên của đảng sau cuộc bỏ phiếu điểm danh chính thức được tổ chức từ ngày 1 tháng 8 đến ngày 5 tháng 8.
Cuộc tranh luận giữa Harris và Trump được lên lịch vào ngày 10 tháng 9 trên ABC, và cuộc tranh luận phó tổng thống được lên lịch vào ngày 1 tháng 10 trên CBS.